# Nguyễn Doãn Anh
Nguyễn Doãn Anh (sinh năm 1967) là một chính trị gia người Việt Nam, tướng lĩnh Quân đội nhân dân Việt Nam, hàm Thượng tướng. Ông hiện là Ủy viên Ban Chấp hành Trung ương Đảng Cộng sản Việt Nam khoá XIII, Bí thư Tỉnh ủy Thanh Hóa, Trưởng Ban Chỉ đạo phòng, chống tham nhũng, tiêu cực tỉnh Thanh Hóa. Ông nguyên là Phó Tổng tham mưu trưởng Quân đội nhân dân Việt Nam, Uỷ viên Quân ủy Trung ương, Tư lệnh Quân khu 4.

## Xuất thân và giáo dục

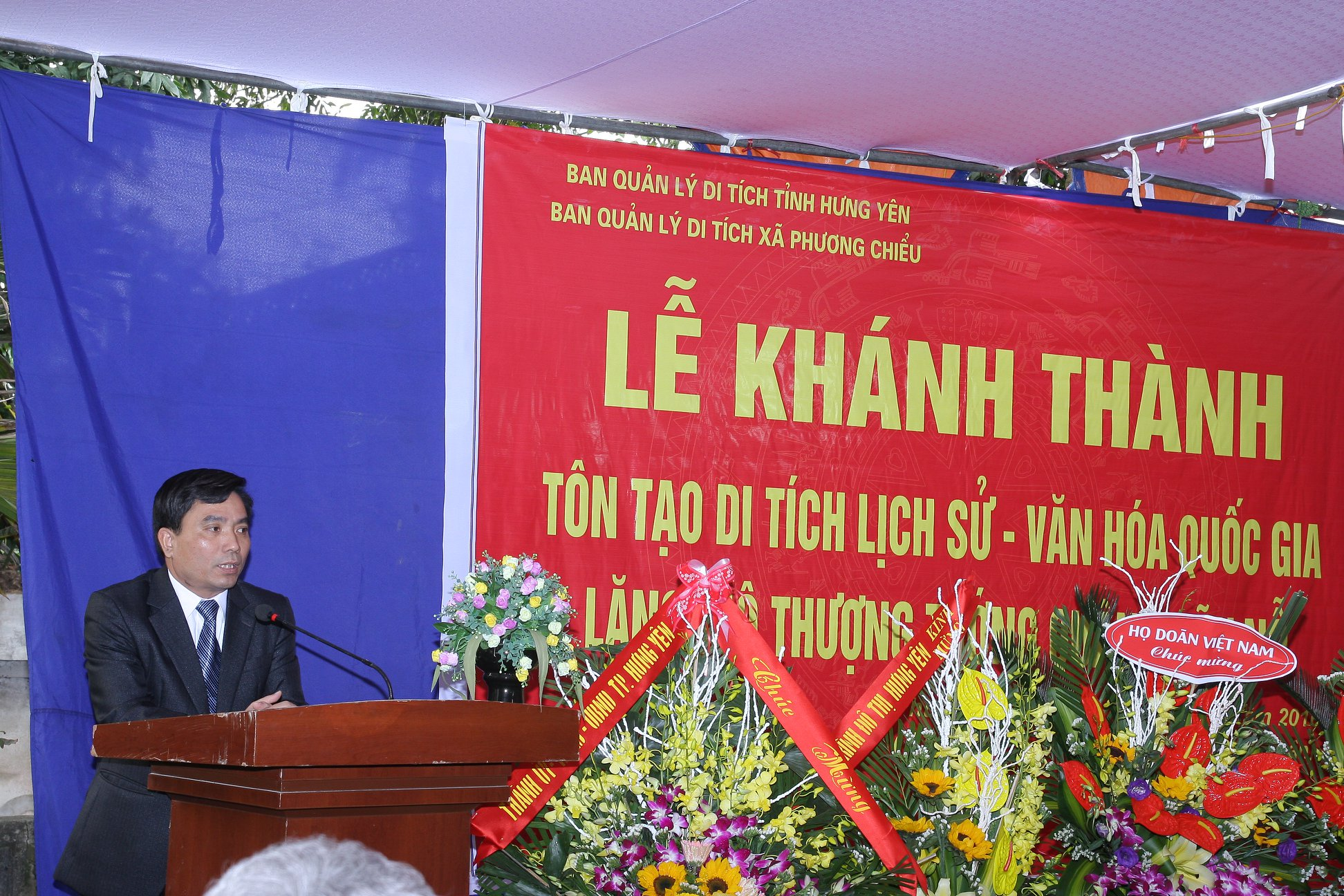
Thiếu tướng Nguyễn Doãn Anh tư lệnh bộ Tư lệnh thủ đô phát biểu trong lễ khánh thành di tích Doãn Nỗ năm 2016.

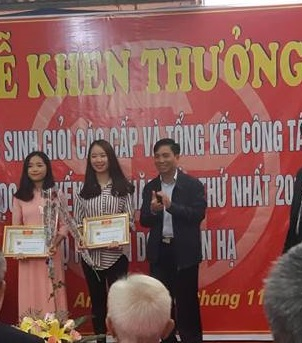
Tướng Nguyễn Doãn Anh với khuyến học chi họ quê hương.

Nguyễn Doãn Anh sinh ngày 10 tháng 10 năm 1967, tại thôn An Hạ, xã An Thượng, huyện Hoài Đức (nay là xã An Khánh), thành phố Hà Nội.

## Sự nghiệp

### Quân đội
Ông học khóa 51 Trường sĩ quan Lục quân 1.
Năm 2008: Sư đoàn trưởng Sư đoàn 301, Bộ Tư lệnh Thủ đô.
Năm 2011: Phó Tư lệnh Bộ Tư lệnh Thủ đô.
Năm 2013: Phó Tư lệnh kiêm Tham mưu trưởng Bộ Tư lệnh Thủ đô.
Tháng 7 năm 2015: Tư lệnh Bộ Tư lệnh Thủ đô Hà Nội.
Ngày 22 tháng 5 năm 2016: ông trúng cử Đại biểu Quốc hội Việt Nam khóa 14 nhiệm kì tại đơn vị bầu cử số 1 thành phố Hà Nội gồm các quận Ba Đình, Hoàn Kiếm, Tây Hồ, với tỉ lệ 72,67%. Đơn vị này có 3 người trúng cử theo thứ tự số phiếu từ cao đến thấp là Nguyễn Phú Trọng, Nguyễn Doãn Anh và Trần Thị Phương Hoa.
Ngày 9 tháng 11 năm 2018: Thủ tướng Chính phủ Nguyễn Xuân Phúc bổ nhiệm ông giữ chức Tư lệnh Quân khu 4.
Ngày 5 tháng 12 năm 2018: ông được Hội đồng nhân dân thành phố Hà Nội miễn nhiệm Ủy viên Ủy ban nhân dân thành phố Hà Nội, người kế nhiệm ông là Thiếu tướng Nguyễn Hồng Thái.
Tháng 4 năm 2019: Ủy ban Thường vụ Quốc hội quyết nghị chuyển sinh hoạt của ông từ Đoàn đại biểu Quốc hội thành phố Hà Nội đến Đoàn đại biểu Quốc hội tỉnh Nghệ An từ ngày 18 tháng 4 năm 2019, và được chuyển về đơn vị bầu cử số 5 tỉnh Nghệ An, gồm thị xã Cửa Lò và các huyện Diễn Châu và Nghi Lộc).
Tháng 6 năm 2019: ông được Chủ tịch nước Nguyễn Phú Trọng quyết định thăng quân hàm Trung tướng.
Từ ngày 06 tháng 8 đến ngày 28 tháng 10 năm 2019: ông tham gia Lớp bồi dưỡng kiến thức mới cho cán bộ quy hoạch cấp chiến lược khóa XIII của Đảng tại Học viện Chính trị Quốc gia Hồ Chí Minh. Kết thúc khóa học ông là 1 trong 20 học viên đạt loại xuất sắc được Giám đốc Học viện Chính trị Quốc gia Hồ Chí Minh tặng bằng khen.
Ngày 30 tháng 01 năm 2021, Tại Đại hội đại biểu toàn quốc lần thứ XIII của Đảng, đồng chí được bầu là Ủy viên Ban Chấp hành Trung ương Đảng Cộng sản Việt Nam khoá XIII, nhiệm kỳ 2021-2026.
Ngày 20 tháng 11 năm 2022, Thủ tướng Chính phủ Phạm Minh Chính vừa ký Quyết định số 1446/QĐ-TTg điều động, bổ nhiệm đồng chí Trung tướng Nguyễn Doãn Anh, Ủy viên Ban Chấp hành Trung ương Đảng, Ủy viên Quân ủy Trung ương, Phó Bí thư Đảng ủy, Tư lệnh Quân khu 4 giữ chức Phó Tổng Tham mưu trưởng Quân đội Nhân dân Việt Nam.
Ngày 20/10/2024, Tổng Bí thư, Chủ tịch nước Tô Lâm đã trao quyết định đối với đồng chí Nguyễn Doãn Anh thăng quân hàm từ cấp Trung tướng lên Thượng tướng.

### Bí thư Tỉnh ủy Thanh Hóa
Chiều 25/10/2024, tại Tỉnh ủy Thanh Hóa diễn ra Hội nghị công bố quyết định của Bộ Chính trị về công tác cán bộ. Cụ thể, Bộ Chính trị điều động, chỉ định Thượng tướng Nguyễn Doãn Anh, Ủy viên Trung ương Đảng, Phó Tổng tham mưu trưởng Quân đội nhân dân Việt Nam, tham gia Ban Chấp hành, Ban Thường vụ và giữ chức Bí thư Tỉnh ủy Thanh Hóa.

## Lịch sử thụ phong quân hàm
| Năm thụ phong | 1987     | 1990      | 1993   | 1997     | 2001     | 2005      | 2009   | 2015        | 2019        | 2024         |
| ------------- | -------- | --------- | ------ | -------- | -------- | --------- | ------ | ----------- | ----------- | ------------ |
|               |          |           |        |          |          |           |        |             |             |              |
| Cấp bậc       | Trung úy | Thượng úy | Đại úy | Thiếu tá | Trung tá | Thượng tá | Đại tá | Thiếu tướng | Trung tướng | Thượng tướng |